# NGC 2899
NGC 2899 est une nébuleuse planétaire située dans la constellation des Voiles. NGC 2899 a été découverte par l'astronome britannique John Herschel en 1835.

## Observation
Avec une magnitude visuelle apparente de 11,8, il faut utiliser un télescope dont l'ouverture est d'au moins 200 mm pour l'observer.  

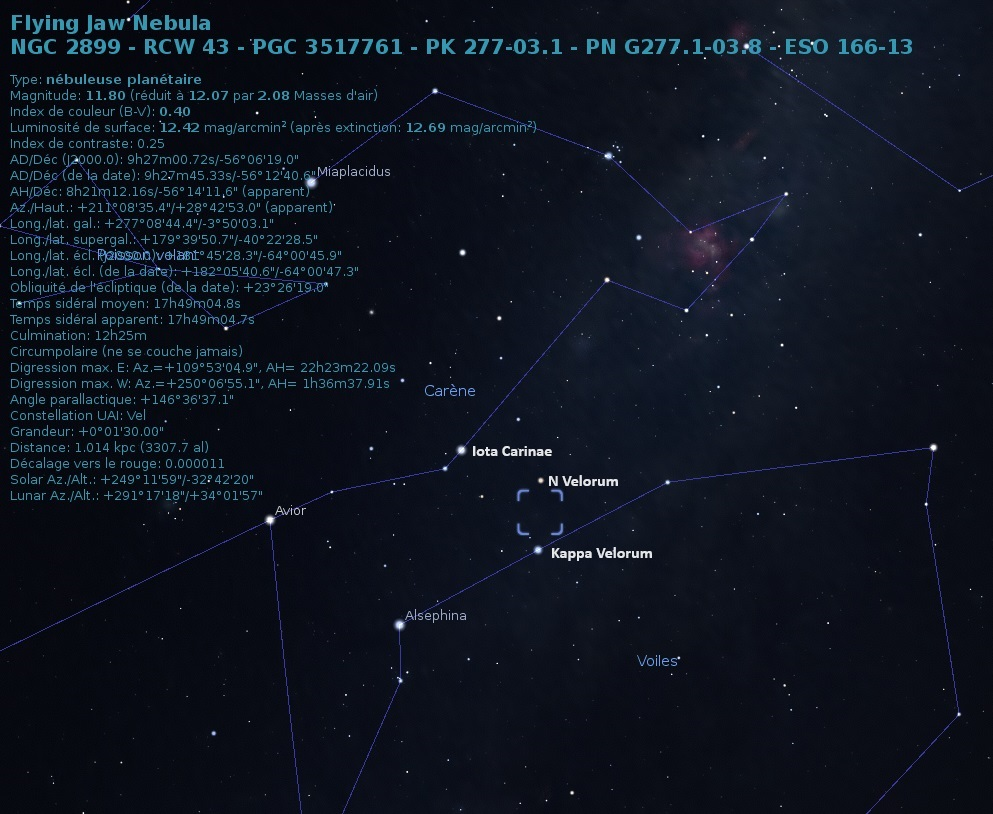
Localisation de NGC 2899 dans la constellation des Voiles près de la frontière de la constellation de la Carène (Stellarium).

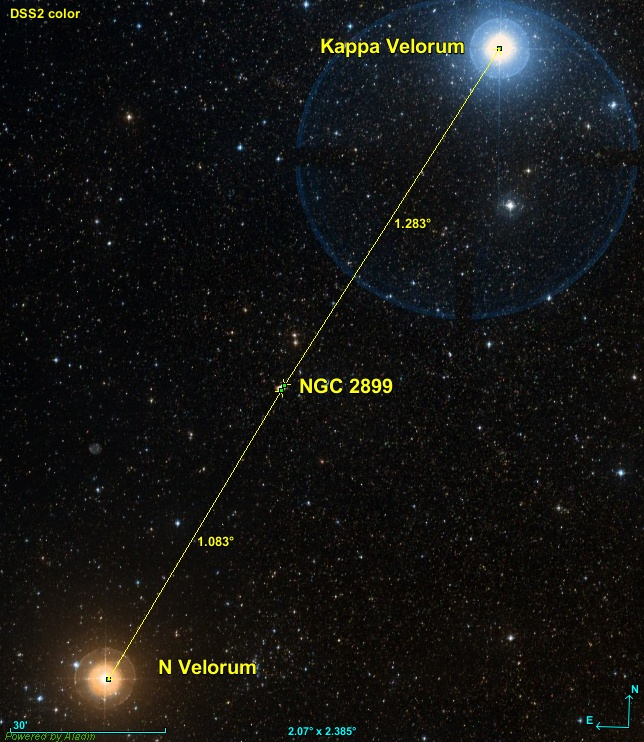
Position de NGC 2899 par rapport deux étoiles.

NGC est située presque à mi-chemin de deux étoiles brillantes de la constellation des Voiles, à environ 1,3 degré au sud-est de Kappa Velorum et à 1,1 au nord-ouest de N Velorum.

## Caractéristiques

### Distance, taille et vitesse
Deux distances très semblables sont aussi indiquées sur la base de données Simbad : 1,026 ± 0,205 kpc (∼3 350 al) et environ 1 014 pc (∼3 310 al).
La taille apparente de la nébuleuse est de 1,95′ × 1,0′, ce qui, compte tenu de la distance de 1 026 ± 205 pc et grâce à un calcul simple, équivaut à une taille réelle de 1,90 ± 0,4 al × 1,0 ± 0,2 al. Cependant, en lumière Hα, le grand axe mesure 124,4", ce qui lui confère une taille maximale de 2,0 ± 0,4 al.  
La vitesse de cette nébuleuse est inconnue. 

### Structure
La morphologie de la nébuleuse est bipolaire,. Elle présente des asymétries avec un noyau bipolaire et une structure interne. La concentration de poussière est supérieure au sud et au nord de la nébuleuse.

## Étoile centrale
Selon Freeman et ses collègues, la température de l'étoile centrale avoisine les 215 kK. Le rayon et l'âge de la nébuleuse sont respectivement d'environ 0,37 pc et de 14 000 ans.  

## Galerie

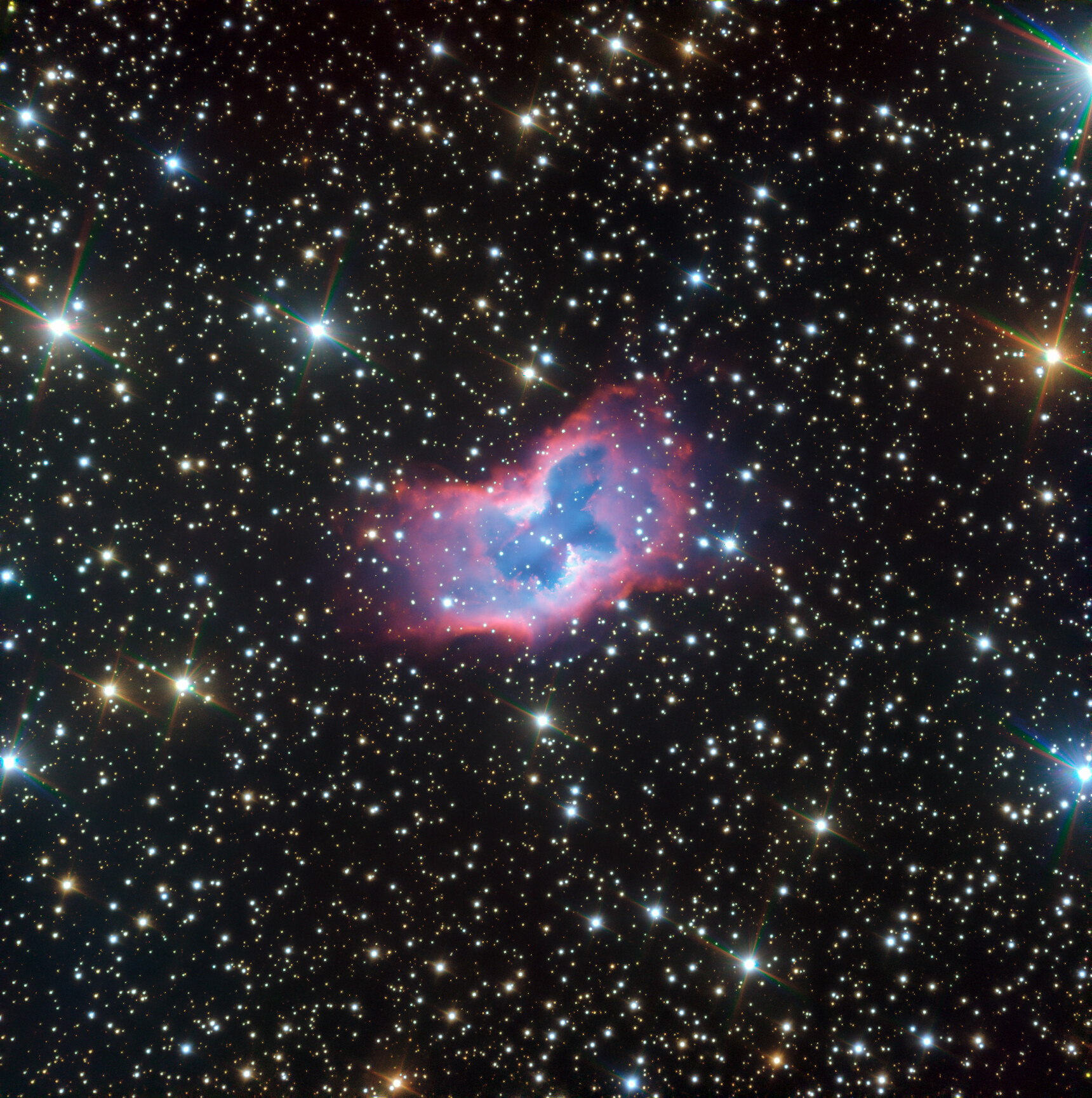
La nébuleuse planétaire NGC 2899 par le VLT de l'ESO.
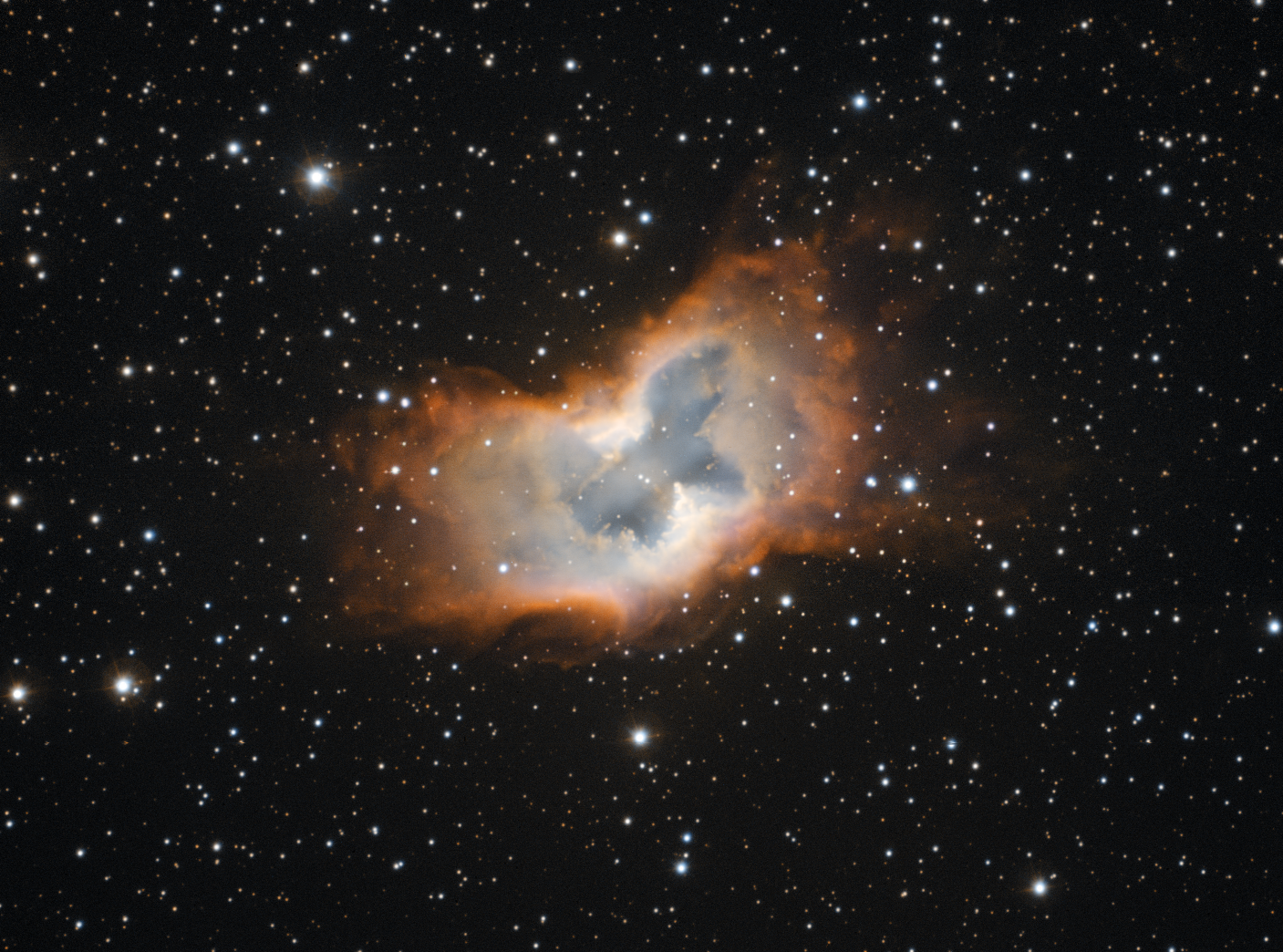
NGC 2899 par solomon hendrix.